# Огурцов, Сергей Яковлевич
Сергей Яковлевич Огурцов (5 июля 1898 — 28 октября 1942) — советский военачальник, генерал-майор (4.06.1940), участник Гражданской, Советско-польской, Советско-финской и Великой Отечественной войн. В 1941 году попал в немецкий плен, бежал из него, присоединился к партизанскому отряду, погиб в бою.

## Молодость и первая мировая война

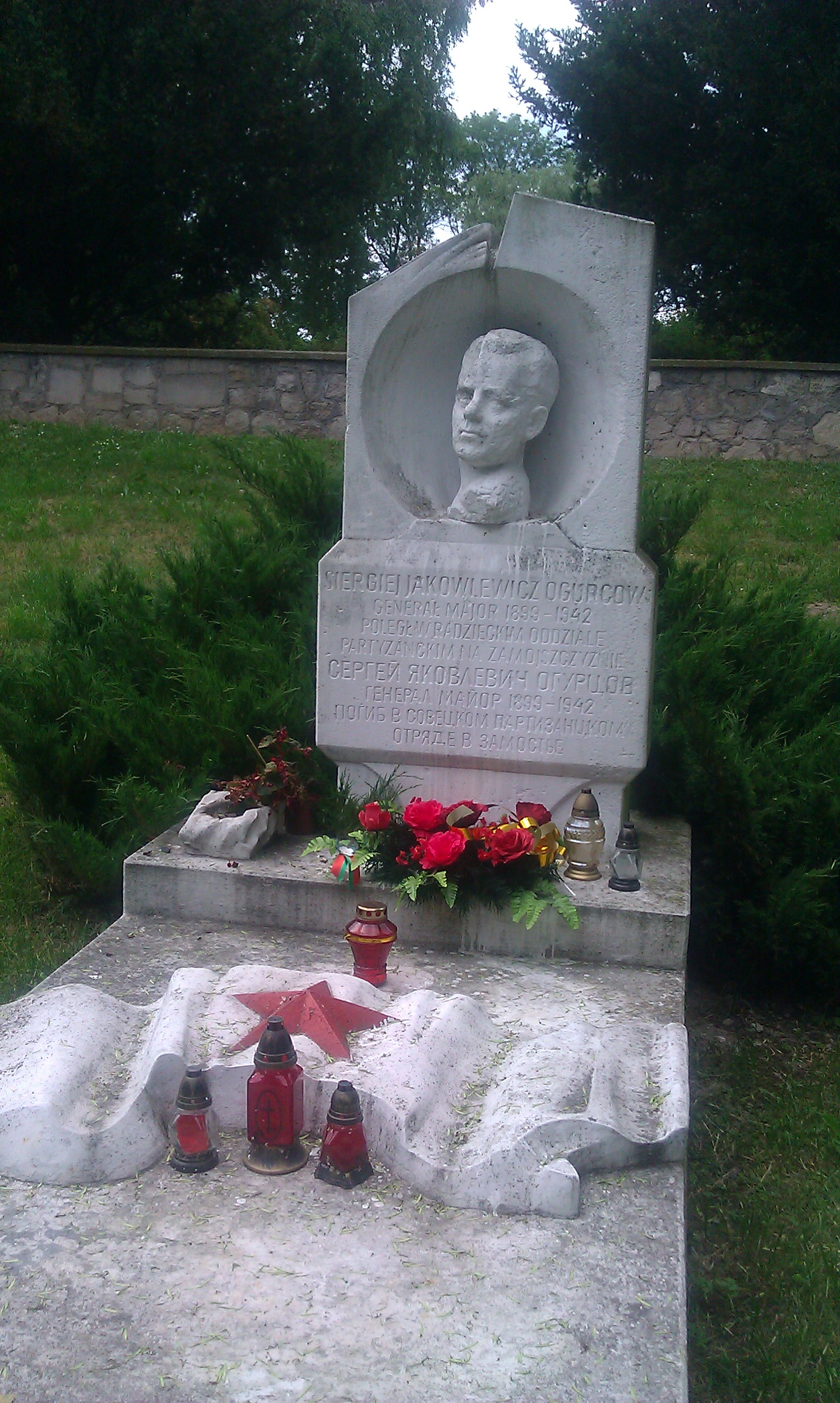
Могила С. Я. Огурцова в городе Замосць. Фото 11-06-2015

Сергей Огурцов родился 5 июля 1898 года в деревне Черемисово (Дорогобужский уезд, Смоленская губерния) в семье рабочего. После окончания сельской школы работал наёмным чернорабочим на мануфактурной фабрике «Эмиль Циндель» в Москве.
В феврале 1917 года Сергей Огурцов был призван на службу в Русскую императорскую армию. Служил в запасном полку в Ржеве, затем направлен на Западный фронт и там участвовал в боях Первой мировой войны в составе 15-го уланского полка. За храбрость произведён в чин младшего унтер-офицера, назначен на должность командира взвода.

## Революция и гражданская война
После Октябрьской революции в декабре 1917 года в Полоцке покинул полк, записался в Красную Гвардию и вскоре стал помощником командира 1-го революционного красногвардейского отряда. В марте официально был демобилизован из полка, вернулся в Москву и поступил на прежнее место работы.
С 7 августа 1918 года — в Рабоче-Крестьянской Красной Армии. Принимал участие в гражданской войне. Сначала служил в Особом кавалерийском полку в Смоленске, где был командиром отделения, с 5 апреля 1919 года командиром взвода. С полком направлен на Южном фронте, участвовал в боях с войсками генерала А. И. Деникина под Воронежем. 23 июня 1921 года назначен помощником командира эскадрона 32-го кавалерийского Белоглинского полка 6-й кавалерийской дивизии Первой конной армии, 30 сентября — командиром пулемётного эскадрона того же полка. Воевал на советско-польской войне на Юго-Западном фронте на львовском направлении. После завершения боевых действий с Польшей вся армия была переброшена на Южный фронт для борьбы с войсками генерала П. Н. Врангеля. В конце 1920 — начале 1921 года участвовал в ликвидации вооруженных формирований Н. И. Махно на Украине. Дважды был ранен в боях. За подвиги на этой войне был награждён орденом Красного Знамени при награждении к 10-летней годовщине РККА.

## Межвоенная служба
После окончания Гражданской войны С. Я. Огурцов продолжал командовать тем же эскадроном в том же полку (полк находился в составе войск Западного фронта). 10 июня 1923 года переведен на ту же должность в 36-й Новоград-Волынский кавалерийский полк той же дивизии, где с 1 октября 1924 года исполнял должность начальника полковой школы, а с 1 января 1925 года помощник начальника школы, в том же году снова назначен командиром эскадрона. 4 октября 1926 года снова переведён командиром эскадрона в 32-й кавалерийский Белоглинский полк. С 25 октября 1926 года находился на учёбе, 15 августа 1927 года окончил Кавалерийские курсы усовершенствования командного состава в Новочеркасске. После их окончания Огурцова вернули на службу в тот же 32-й кавалерийский полк, где он продолжил служить до декабря 1930 года командиром эскадрона и начальником полковой школы.
В 1931 году окончил академические курсы технического усовершенствования комсостава при Военно-технической академии РККА в Ленинграде, после которых одним из первых попал в создаваемые в РККА бронетанковые войска. С октября 1931 года командовал дивизионом 7-го механизированного полка 7-й кавалерийской дивизии Белорусского военного округа (Минск), с ноября 1932 — батальоном в 4-й механизированной бригаде (Бобруйск), а с 22 мая 1935 года — 24-м механизированным полком 24-й кавалерийской дивизии (Лепель). При введении персональных воинских званий в РККА приказом НКО СССР № 00173 от 27 февраля 1936 года С. Я. Огурцову было присвоено воинские звание майор.
17 февраля 1939 года переведён в Киевский особый военный округ на должность помощника командира по строевой части 24-й легкотанковой бригады (Новоград-Волынский). Приказом НКО № 0783/п от 17 февраля 1939 года ему было присвоено воинские звание полковник. 23 августа 1939 года назначен командиром 64-й легкотанковой бригады. Участвовал во главе бригады в походе Красной армии на Западную Украину в сентябре 1939 года.
Полковник С. Я. Огурцов принимал участие в советско-финской войне: 7 января 1940 года он был назначен командиром 35-й легкотанковой бригады Северо-Западного фронта, но уже в феврале стал командиром 123-й стрелковой дивизии 50-го стрелкового корпуса 7-й армии этого фронта. Участвовал в боях на Карельском перешейке, отличился при прорыве «линии Маннергейма». За умелое командование дивизией после войны был награждён своим вторым орденом Красного Знамени и 21 марта 1940 года ему было досрочно присвоено воинское звание комбриг, а дивизия награждена орденом Ленина.
С 27 апреля 1940 года — командир 58-й стрелковой дивизии Киевского особого военного округа (управление — г. Коломыя).
С 4 июня 1940 года С. Я. Огурцов командовал 10-й танковой дивизией 4-го механизированного корпуса 6-й армии Киевского ОВО. Управление дивизии находилось в городе Золочев Львовской области. В тот же день 4 июня 1940 года ему в числе первых советских генералов присвоено воинское звание генерал-майора. В феврале 1941 года дивизию передали в 15-й механизированный корпус той же армии.

## Великая Отечественная война
Во главе дивизии генерал Огурцов встретил Великую Отечественную войну. Дивизия приняла свой первый бой вечером 22 июня 1941 года в районе города Радзехув. Сражался во главе дивизии на Юго-Западном фронте. Участник Львовско-Черновицкой стратегической оборонительной операции, в ходе которых дивизия прикрывала отход советских войск на львовском направлении.
В начале Киевской стратегической оборонительной операции его дивизия особенно отличилась при обороне рубежа у Бердичева, где она сдерживала немецкое наступление с 8 по 15 июля, сорвав быстрый бросок немецких войск на Киев на этом направлении. Когда 8 июля 1941 года немецкие войска прорвались в район Бердичева, их контратаковали сводные отряды из состава подвижной группы генерал-майора С. Я. Огурцова и 4-го механизированного корпуса РККА, которые сумели выйти на южную окраину Чуднова и перерезать шоссе Новый Мирополь — Бердичев, препятствуя попыткам противника развить наступление из Бердичева на юго-восток.
К 10 июля 1941 года обстановка на Юго-Западном фронте ещё более осложнилась, как отмечал маршал И. Х. Баграмян, «лишь группа генерала С. Я. Огурцова продолжала действовать активно и дерзко. Не дожидаясь, когда подойдут спешившие к нему на помощь дивизии 16-го мехкорпуса, Огурцов повел свой отряд и части 14-й кавалерийской дивизии в решительную атаку. Они нанесли сильный удар 11-й танковой дивизии противника, занявшей Бердичев, разгромили её штаб, перерезали коммуникации. Окружение танковой дивизии всполошило немецкое командование, оно начало стягивать к Бердичеву новые силы». В этот же день С. Я. Огурцов доложил в штаб фронта, что среди убитых в бою немецких солдат оказались военнослужащие 60-й пехотной дивизии вермахта.
Контрудары группы генерал-майора С. Я. Огурцова и частей 16-го мехкорпуса продолжались и в следующие дни, в этих боях они на неделю задержали главные силы двух немецких моторизованных корпусов 1-й танковой группы Клейста в районе Бердичева, не позволив им прорваться в тыл 6-й и 12-й армиям Юго-Западного фронта. В этих боях дивизия лишилась большинства своих танков (причём более половины из них были не уничтожены противником, а взорваны своими экипажами из-за отсутствия горючего и поломок на марше при непрерывных перебросках с одного участка фронта на другой).
Из боевой характеристики от 23 июля 1941 года, подписанной командующим 6-й армией генерал-лейтенантом И. Н. Музыченко: «10-я танковая дивизия с первых дней войны ведет упорные бои с противником, нанося ему большие потери. Дивизия для выполнения боевых задач перебрасывалась на самые ответственные и опасные участки и с задачами справлялась. Под руководством тов. Огурцова дивизия имеет большие боевые подвиги. Сам лично тов. Огурцов проявлял на фронте мужество и бесстрашие».
24 июля 1941 года генерал Огурцов был назначен на должность командира 49-го стрелкового корпуса 6-й армии, но вступить в должность не успел, поскольку управление войсками уже было нарушено в ходе крайне неблагоприятно развивающегося Уманского сражения. Продолжал командовать сводным отрядом 6-й армии. По свидетельству очевидца тех событий Евгения Долматовского, уже во время развала обороны армии генерал Огурцов всё-таки добрался до штаба 49-го стрелкового корпуса и руководил его действиями. Во время Уманской катастрофы в начале августа 1941 года остатки корпуса были окружены. После недельной борьбы в условиях полного окружения при попытке прорыва к своим генерал Огурцов был тяжело контужен и захвачен в плен. Это произошло между 7 и 10 августа 1941 года.
Первоначально он содержался в лагере для военнопленных в польском городе Замосць. В апреле 1942 года Огурцов был в эшелоне отправлен в Германию, но сумел выпрыгнуть из вагона, не доезжая до Люблина. Более чем месяц он пробирался через польские леса на восток, пересёк государственную границу СССР и встретил партизанский отряд под командованием Василия Манжевадзе.
В результате объединения двух партизанских отрядов из бывших советских военнопленных, бежавших из лагерей военнопленных, на территории «генерал-губернаторства» был создан партизанский отряд имени Григория Котовского, в котором С. Я. Огурцов организовал и возглавил конную группу. С. Я. Огурцов участвовал в разведывательных и боевых действиях в немецких тылах. 28 октября 1942 года в районе Томашува он принял участие в атаке на группу немцев и погиб в бою.
Был похоронен партизанами в лесу у села Зелёнэ Томашувского района. Похоронившие его партизаны погибли в последующих боях, и только в 1970-е годы могила генерала была обнаружена. Прах генерал-майора С. Я. Огурцова был перезахоронен в братской могиле № 8 (VIII-A-8) на кладбище советских воинов в городе Замосць Люблинского воеводства Польской Республики.

## Отзывы

### Горелик
(22 июня 1941 г.) Над нашим расположением был сбит немецкий бомбардировщик, экипаж выбросился с парашютами и был взят в плен. На карте, найденной у немцев — летчиков, на полях стояла надпись — «Окончательное уточнение объектов — 18/06/1941». Была объявлена боевая тревога, но наш командир дивизии генерал-майор Огурцов приказал вывести подразделения дивизии в районы, не указанные в секретных документах по развертыванию войск, как место дислокации частей на случай начала войны. Тем самым, взяв на себя всю ответственность, он, нарушив все инструкции, предписания, директивы и приказы штаба округа по боевой развертыванию 10-й ТД, генерал Огурцов спас дивизию от разгрома. В то же утро немцы бомбили участки, на которых мы должны были находиться, но все бомбы падали на пустые места. В тот же день мне довелось выполнить свое первое боевое задание — произвести разведку в направлении на запад, в районе местечка Холоюв.— Я помню — воспоминания ветеранов. mobile.iremember.ru. Дата обращения: 2 июня 2016. Архивировано из оригинала 30 июня 2016 года.

### Баграмян
Трудная судьба выпала на долю командира дивизии Сергея Яковлевича Огурцова, храбрейшего человека, участника гражданской войны. В начале августа 1941 года с остатками своего сводного отряда он был окружен фашистами. Враги долго не могли одолеть горстку героев, которые во главе со своим командиром не раз поднимались в контратаку. В последнем бою генерал Огурцов был тяжело контужен и в беспамятстве захвачен фашистами. Попал в лагерь для военнопленных. Но чуть поправился, бежал, разыскал партизан. Участвовал во всех самых отчаянных вылазках партизанского отряда, которым руководил Манжевидзе. В операции под городом Томашув С. Я. Огурцов пал смертью героя.— Так начиналась война (1977, 2-е изд.), с. 221

## Награды
- Два ордена Красного Знамени (20.02.1928[18] № 12728[4], 21.03.1940[19])[2];
- Орден Отечественной войны I степени (6.05.1965, посмертно)[20];
- Юбилейная медаль «XX лет Рабоче-Крестьянской Красной Армии» (22.02.1938).